# Kongo na Letnich Igrzyskach Olimpijskich 1992
Kongo na Letnich Igrzyskach Olimpijskich 1992 reprezentowało 7 zawodników : 6 mężczyzn i 1 kobieta. Był to 6 start reprezentacji Kongo na letnich igrzyskach olimpijskich.

## Skład kadry

### Lekkoatletyka
Mężczyźni
- David Nkoua - bieg na 100 m - odpadł w eliminacjach,
- Médard Makanga - bieg na 200 m - odpadł w eliminacjach,
- Médard Makanga - bieg na 400 m - odpadł w eliminacjach,
- Symphorien Samba - bieg na 800 m - odpadł w eliminacjach,
- David Nkoua, Médard Makanga, Michael Dzong, Armand Biniakounou - sztafeta 4 x 100 m - odpadli w eliminacjach (dyskwalifikacja)

Kobiety
- Addo Ndala - bieg na 400 m - odpadła w eliminacjach (nie ukończyła biegu)

### Pływanie
Mężczyźni
- Gilles Coudray - 50 m stylem dowolnym - 69. miejsce